# Jacqueline Kennedy Onassis Reservoir

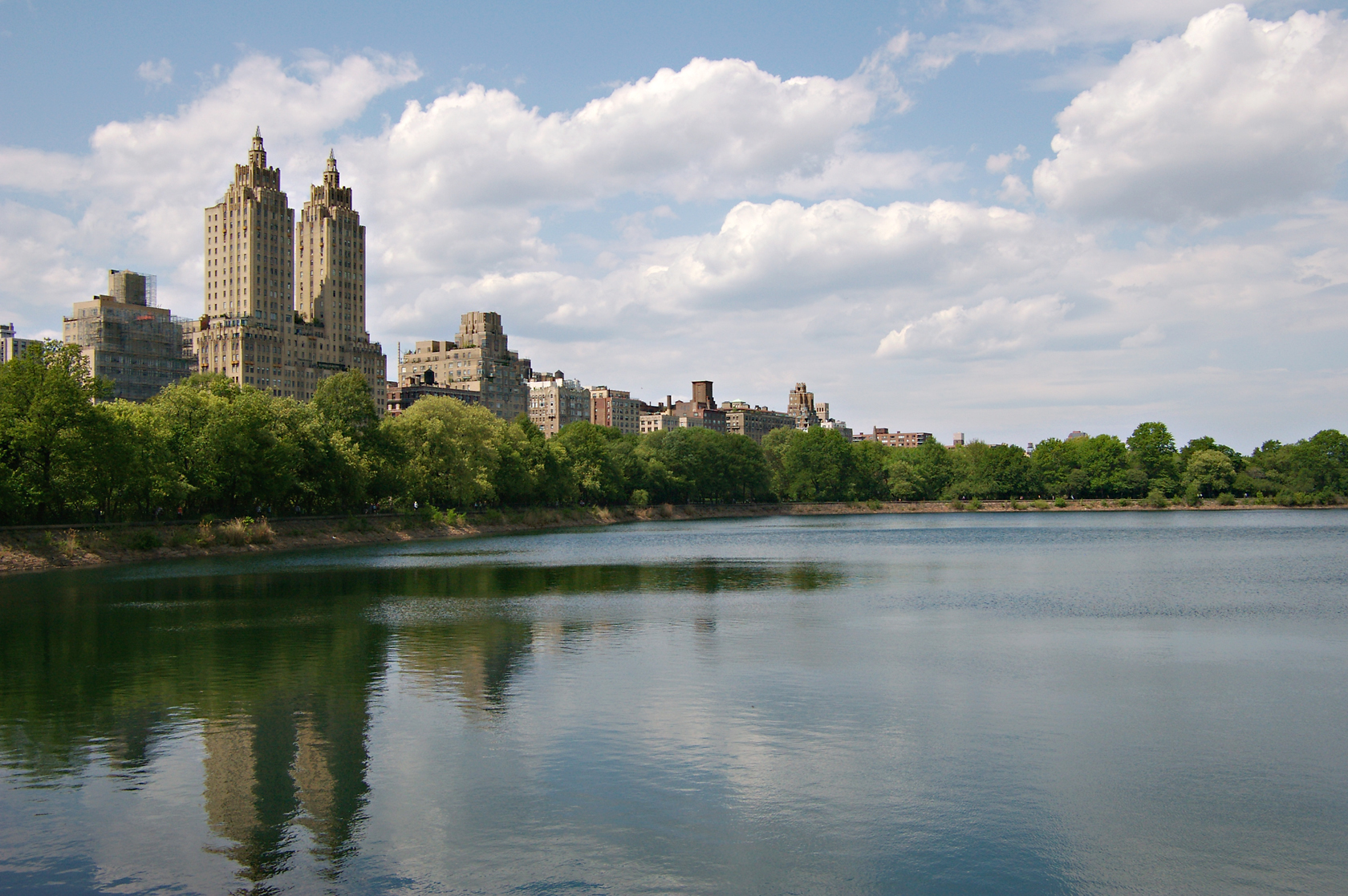
Il Jacqueline Kennedy Onassis Reservoir

Il cosiddetto Jacqueline Kennedy Onassis (JKO) Reservoir (originariamente ed ancora adesso talora detto Central Park Reservoir) è un bacino idrico per la distribuzione dell'acqua, attualmente dismesso. Si trova a Central Park, nel quartiere di Manhattan nella città di New York, USA.

## Descrizione
Il JKO Reservoir ha una superficie di 106 acri (43 ettari) e contiene oltre 1.000.000.000 di galloni (3.800.000 m3) di acqua. Malgrado non sia più in uso per la distribuzione dell'acqua per la popolazione della città di New York, esso fornisce acqua per la Pool e l'Harlem Meer. Attualmente è un luogo di interesse pubblico come luogo di ritrovo e perché lungo la sua circonferenza c'è un percorso di jogging di 1,58 miglia (2,54 km).

## Storia
Il bacino idrico fu costruito fra il 1858 ed il 1862, secondo il progetto di Frederick Law Olmsted e Calvert Vaux per Central Park. In principio il bacino riceveva acqua dal Croton Aqueduct e da qui l'acqua veniva distribuita a tutta Manhattan. Dopo 131 anni di servizio, il bacino fu escluso dalla rete di distribuzione dell'acqua nel 1993, dopo la realizzazione del nuovo impianto (la nuova condotta sotto la 79th street connessa con il Third Water Tunnel) e la preoccupazione di possibili contaminazioni dell'acqua.
Nel 1994 esso venne dedicato a Jacqueline Kennedy Onassis per commemorare il suo contributo alla città di New York e la sua abitudine di fare jogging proprio attorno al lago artificiale, che poteva essere visto dal suo appartamento sulla Fifth Avenue.